# Băltățeni, Vaslui
Băltățeni este un sat în comuna Băcani din județul Vaslui, Moldova, România.
Istoria vorbeste despre destinul unui sat moldovean zis Bălăceni, aflat odinioară pe apa Bogdanei, la ținutul Tutova, un sat dispărut ca atâtea altele dar refăcut în zilele noastre sub numele de Băltățeni și aparținător azi de comuna Băcani, județul Vaslui. Ar mai trebui adăugat aici că după 1921, când satul dispărut s-a reînființat lângă vechea vatră, el a purtat numele de ”Regina Maria” iar mai apoi sub comuniști a devenit Băltățeni. Așadar ar fi vorba de un sat din categoria cătune dispărute în Evul Mediu dar reînființate lângă vechea vatră și trecute succesiv prin mai multe nume: Bălăceni, apoi Regina Maria și azi Băltățeni.
 Acest articol despre o localitate din județul Vaslui este deocamdată un ciot. Puteți ajuta Wikipedia prin completarea lui.